# Andrzej Grzyb

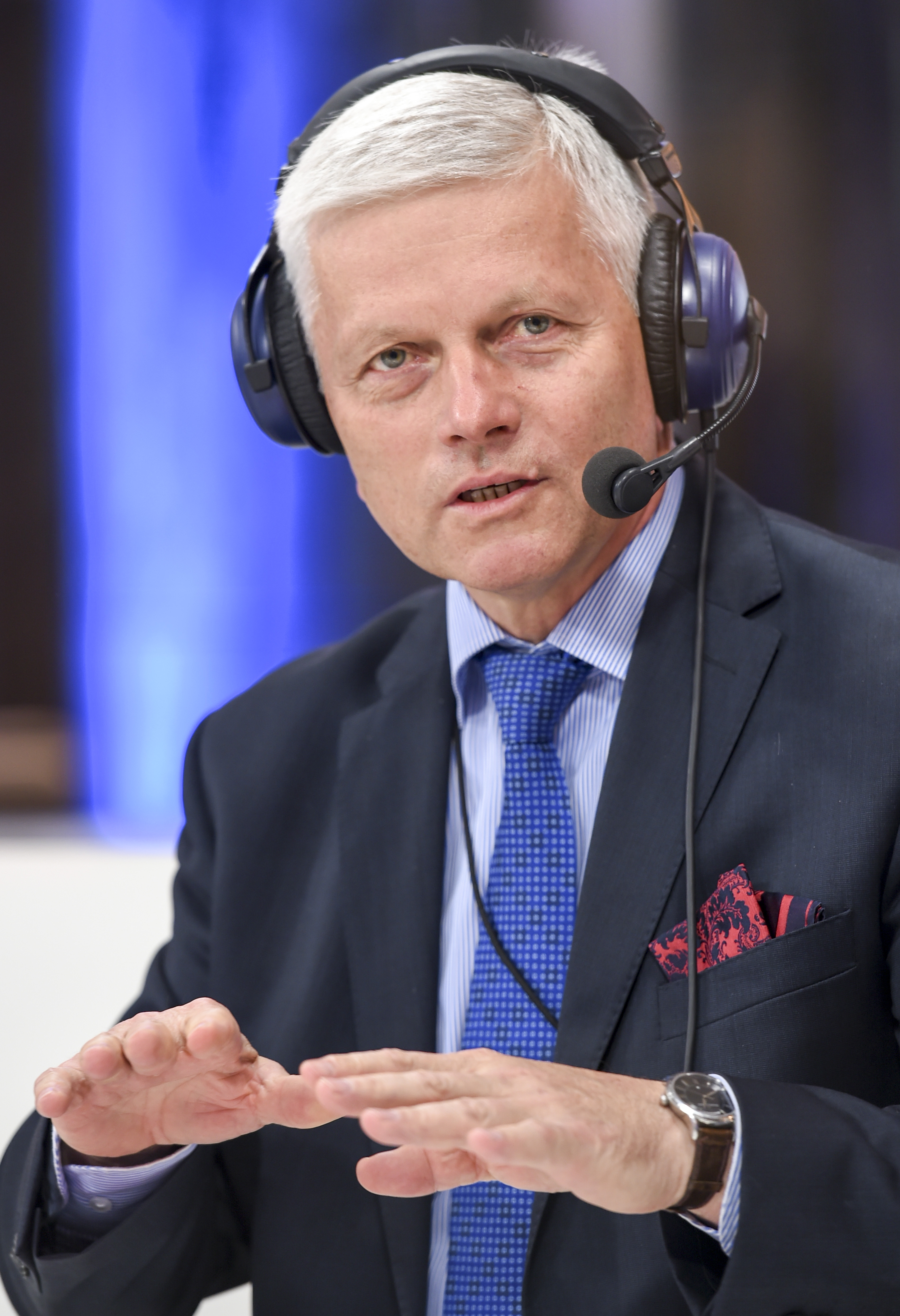
Andrzej Grzyb, 2015

Andrzej Marian Grzyb (* 23. August 1956 in Siedlików) ist ein polnischer Politiker der PSL. Er gehörte dem Sejm von 1989 bis 1991 in der X. Wahlperiode der Volksrepublik sowie von 1993 bis 1997, von 2001 bis 2009 und erneut seit 2019 in der II., IV., V., VI., IX. und X. Wahlperiode der Dritten Republik an. Von Mai bis Juli 2004 und von 2009 bis 2019 gehörte er dem Europäischen Parlament an.

## Leben und Beruf
Grzyb studierte nach dem Schulbesuch in Ostrzeszów an der Landwirtschaftlichen Hochschule in Posen. Anschließend betrieb er einen eigenen Bauernhof und arbeitete später in einer landwirtschaftlichen Genossenschaft. 2018 wurde er an der Wirtschaftsuniversität Poznań mit der Arbeit „Zeitgenössische Probleme der Bioökonomie im Lichte der Erfahrungen ausgewählter Länder der Europäischen Union“ promoviert.

## Politik
In der Volksrepublik gehörte Grzyb der Zjednoczone Stronnictwo Ludowe (ZSL) an. Ab 1986 war er stellvertretender Stadt- und Gemeindevorsteher von Ostrzeszów. Bei der halbfreien Wahl zum Vertragssejm 1989 wurde er für die ZSL in das Parlament gewählt. Die Blockpartei ZSL wurde 1990 zur heutigen Polskie Stronnictwo Ludowe. Für diese war er 1990 bis 1994 Stadtrat in Ostrzeszów. Bei der Parlamentswahl 1993 kehrte er nach zwei Jahren Unterbrechung in den Sejm zurück. Von 1999 bis 2001 war er Starost des Powiat Ostrzeszowski. Nachdem er 1997 aus dem Parlament ausgeschieden war, konnte er bei den Wahlen 2001, 2005 und 2007 erneut ein Mandat erringen. In dieser Zeit war er nach der Ratifizierung des Beitrittsvertrags zur Europäischen Union von 2003 bis zur Europawahl 2004 polnischer Beobachter bzw. Abgeordneten zum EU-Parlament. Bei der Europawahl 2004 verpasste er jedoch ein Mandat. 2005 wurde er Vorsitzender der PSL in der Woiwodschaft Großpolen. Von 2007 an war er Vorsitzender des Sejm-Ausschusses für Angelegenheiten der Europäischen Union.
Bei der Europawahl 2009 gelang ihm dann der Sprung in das Europaparlament. Nach seiner Wahl legte er das Mandat im Sejm nieder. Bei der Europawahl 2014 wurde er wiedergewählt. Er war Mitglied im Verwaltungsrat des Europäischen Demokratiefonds (EED). Bei der Europawahl 2019 kandidierte er auf der Liste der Koalicja Europejska, an der sich die PSL beteiligt hatte, verpasste aber die Wiederwahl.
Nachdem er bei Europawahl gescheitert war, kandidierte Grzyb bei der Parlamentswahl 2019 und kehrte in den Sejm zurück. wurde er zum stellvertretenden PSL-Vorsitzenden auf gesamtpolnischer Ebene gewählt. Bei der Parlamentswahl 2023 konnte er seinen Sitz als Kandidat des Wahlbündnisses Trzecia Droga, an dem sich die PSL beteiligt hatte, verteidigen. Dort ist er Vorsitzender des Verteidigungsausschusses.

## Ehrungen
- Ritterkreuz des Ordens Polonia Restituta (1999)[11]
- Goldenes Verdienstkreuz der Republik Polen[12]
- Offizier der Ehrenlegion